# Wilhelm Herz
Wilhelm Herz (Lampertheim 18 januari 1912 - 5 januari 1998) was een Duits motorcoureur en wereldrecordhouder.

## Jeugd
Wilhelm Herz was het oudste kind van acht en leerde het beroep van meubelmaker om later het bedrijf van zijn vader over te nemen. In 1930 raakte hij in de ban van de techniek toen hij de Grand Prix van Duitsland voor auto's op de Nürburgring bezocht. Omdat een raceauto te duur was besloot hij zijn geluk met motorfietsen te beproeven. Zijn grote voorbeelden waren Ernst Henne, Anton Bauhofer, Arthur Geiss en Tom Bullus.

## Jaren dertig
Herz begon zijn carrière in 1932 met een 500cc DKW en won een beginnelingenwedstrijd op de Hockenheimring. In 1936 kreeg hij enkele malen een fabrieksracer van zijn vriend Oskar Steinbach ter beschikking. Steinbach reed zowel voor DKW als voor NSU en hij zorgde er persoonlijk voor dat Herz voor de laatste race van het seizoen in Monza een 350cc NSU kreeg waarmee hij vierde werd. Aan het einde van het jaar werd hij door BMW benaderd, maar een harde val tijdens een training op de Nürburgring voorkwam een overstap naar dat merk. In 1937 werd Wilhelm Herz door August Prüssing van Auto-Union als fabriekscoureur bij DKW aangesteld, waar hij de teamgenoot van Steinbach zou worden. Helaas verongelukte Oskar Steinbach op 10 maart bij een verkeersongeval. Daardoor bestond het team slechts uit Karl Bodmer, Wilhelm Herz und Kurt Mansfeld. Het seizoen verliep slecht door de matige betrouwbaarheid van de NSU's. Bij de "Eilenriederennen" wist Wilhelm Herz nog derde te worden achter de oppermachtige BMW's, bij de Solituderennen en op de Sachsenring werd hij vierde en bij de Grand Prix van Finland weer derde. De concurrentie werd echter steeds groter, omdat ook Moto Guzzi, Norton en Gilera steeds sterker werden. In 1938 doekte DKW het fabrieksteam op omdat de overmacht van andere merken te groot was. Daarom kocht Herz zijn machines en nam als privérijder deel aan wedstrijden. Hij werd kampioen van Duitsland in de klasse voor privérijders en vierde in de totaalstand. In 1939 stapte hij over naar het team van NSU waar hij aan nationale en internationale wedstrijden kon meedoen. Het NSU team werd voorzien van motorfietsen die ontwikkeld waren door Walter Moore, die van Norton was overgekomen. De machines leken dan ook veel op de Nortons. De verwachtingen waren hoog, omdat het team bestond uit Otto Rührschneck, Karl Bodmer, J.R. White en Wilhelm Herz. Herz had goede hoop op resultaten met de 350cc compressorracer nadat Heiner Fleischmann eind 1938 de DKW's van Ewald Kluge en Walfried Winkler overtuigend geklopt had. Bij de eerste tests bleek echter al dat niemand de tijden van Fleischmann kon benaderen en bovendien zorgde de Centric compressor voor grote problemen. Daarom viel het team voor de meeste wedstrijden terug op de oude 350cc-machines. Walter Moore wilde zijn slag slaan in de belangrijkste wedstrijd in die tijd, de Isle of Man TT. In de 350cc Junior TT werden twee compressorracers ingezet, en Wilhelm Herz mocht in de 500cc Senior TT starten. Geen van de NSU's haalde echter de finish. Wilhelm Herz viel in de tweede ronde uit. Het was een debacle voor Moore en het NSU-team. Na 1939 werden alle motorraces voorlopig gestaakt vanwege het uitbreken van de Tweede Wereldoorlog en Walter Moore keerde terug naar Engeland.

## Na de oorlog
In de oorlog werd Wilhelm Herz krijgsgevangen door de Amerikanen. Bij zijn terugkeer uit gevangenschap bezocht hij per fiets de platgebombardeerde fabriek van NSU. Zijn vriend Otto Mack, die leider van de raceafdeling was geweest, hielp na weken zoeken twee compressorracers uit de overstroomde kelders te bergen. Herz kocht de machines en kreeg van NSU toestemming er op eigen kosten mee te gaan racen, maar daar kon geen sprake van zijn. Ze hadden wekenlang onder water gelegen. Vooral het herstel van de compressoren was moeilijk. NSU had de ontwikkeling van een betere compressor uitbesteed aan de TH Stuttgart. De hoofdverantwoordelijke was Karl Schäfer, die ook uit Lampertheim kwam en hij en Wilhelm Herz kenden elkaar goed. Daardoor kon Herz zelf aan de slag met de ontwikkeling van een nieuwe compressor. De eerste testen verliepen hoopvol en na een jaar waren beide machines, ook door de hulp van een grote vriendenschaar, inzetbaar. Na de oorlog mochten de Duitsers niet meer deelnemen aan internationale wedstrijden. Daarom beperkten de wegraces zich tot regionale- en nationale wedstrijden en het Duits kampioenschap. De eerste test kwam bij de Hamburger-Stadtparkrennen in 1947. Tijdens de trainingen liep de motor prima, maar door een misverstand was de compressor te vet gesmeerd waardoor het bij de start van de wedstrijd al mis ging. Bij de tweede en laatste race van het seizoen viel Herz uit met bandenpech. In 1948 ging het een stuk beter. Wilhelm Herz won alle wedstrijden in de 350cc-klasse en werd Duits kampioen. Zijn tijden waren vaak bijna net zo snel als die van de BMW RS 500 van Schorsch Meier. Uiteraard reed hij bijna uitsluitend ronderecords, omdat er sinds 1939 nauwelijks geracet was. Door de successen wist Wilhelm Herz directeur Walter E. Nietsch te overtuigen opnieuw met een fabrieksteam te gaan deelnemen. Het nieuwe fabrieksteam van 1949 bestond uit Wilhelm Herz (350cc), Heiner Fleischmann (500cc) en Hermann Böhm/Karl Fuchs (500cc zijspanklasse). Succes en pech wisselden elkaar af. Hoofdingenieur Albert Roder wilde een nieuwe compressor inzetten, die veel op die van BMW leek. Bij BMW zat de compressor echter vóór de motor, en bij NSU achter de twee hete cilinders, waardoor grote thermische problemen ontstonden. Toen men besefte dat een terugkeer naar de compressor van Herz de beste oplossing was, was het Duitse 500cc kampioenschap al vergeven aan DKW-rijder Siegfried Wünsche. Herz werd wel kampioen in de 350cc-klasse. In de winter van 1949/1950 bouwde NSU een nieuwe compressor die weinig met de originele Centric gemeen had. Wilhelm Herz had er voorlopig geen profijt van, want hij kreeg eind 1949 een zwaar ongeluk bij de laatste race waardoor hij in het seizoen 1950 niet kon rijden. Heiner Fleischmann werd Duits 350cc kampioen in 1950. In 1951 stond de deelname van de Duitse merken aan internationale merken weer open. Het inmiddels ingestelde wereldkampioenschap wegrace was snel populair geworden en Albert Roder begreep dat men met een zuigergestuurde (compressorloze) motor alles uit de kast moest trekken om een kans op succes te hebben. De 500cc-klasse was de hoofdprijs en men ontwikkelde een nieuwe viercilinder. Bij een van de eerste tests viel Wilhelm Herz hard omdat de motor vastliep. Technisch directeur Victor Frankenberger waardeerde de technische inbreng van Herz té zeer om hem nog langer aan de gevaren van het racen bloot te stellen. Hij besloot dat Wilhelm Herz zich nog uitsluitend met nieuwe ontwikkelingen en testritten zou bezighouden. In het voorjaar van 1952 bracht Herz veel tijd op de Hockenheimring door voor het testen van de nieuwe 250cc NSU Rennmax. Hij kon de constructeurs en technici van belangrijke informatie voorzien en dat leidde ertoe dat de machine al in 1952 de eerste overwinningen boekte. Als dank voor zijn inspanningen bouwde men later de "Baumm IV" recordmachine voor hem. In 1953 reed Herz zijn laatste race op de AVUSring. Die had hij graag gewonnen, maar het werd slechts een derde plaats omdat de ontluchting van de tank verstopt was, de tank daardoor vacuüm trok en de motor niet genoeg benzine kreeg.

## Snelheidsrecords
Al tijdens de oorlog vatte Wilhelm Herz het plan op een wereldsnelheidsrecord op land te rijden. Dat stond al sinds 1937 op naam van Ernst Henne, maar Freiherr Reinhard von Koenig-Fachsenfeld, die gespecialiseerd was in aerodynamica, stelde in een artikel dat iemand die 65 pk op de been kon brengen meer dan 300 kmh kon halen. Dat vermogen kon de 350cc compressormachine van Herz kortstondig leveren. Na een aantal bezoeken aan Fachsenfeld kon Wilhelm Herz de machine naar diens plannen bouwen. Op eigen kosten liet hij dat bij NSU doen, maar toen de motorfiets eind 1949 klaar was kon hij hem niet inzetten na zijn ernstige val in de laatste wedstrijd van dat jaar.
Toen Herz moest herstellen van zijn verwondingen nam NSU zelf het initiatief over en het benaderde Dr. Walter Froede als projectleider. Die bouwde een conventionele stroomlijnmachine samen met de Technische Hochschule Braunschweig. Daaruit ontstond de "Delphin I". Uit 20 modellen koos men uiteindelijk voor een versie die niet de laagste luchtweerstand, maar de beste rechtuitstabiliteit leverde. Eind februari 1951 testte Herz de machine en hij wilde op de Bundesautobahn 9 München - Ingolstadt de 300 km/h grens doorbreken. Het 8 kilometer lange teststuk bleek echter te kort en daarom besloot men slechts de records over de kilometer aan te vallen. Op 12 april 1951 reed Wilhelm Herz met de 500cc compressorracer 290 km/h over de vliegende kilometer en hij was daarmee de snelste motorrijder uit de geschiedenis. Ernst Henne was een van de eersten die hem daarmee feliciteerde. Nog dezelfde dag reed hij met de 350cc "Delphin I" 279 km/h. Het oude absolute snelheidsrecord van Henne lag op 280 km/h. Wilhelm Herz verbeterde in oktober 1951 de records in de 350- en 500cc-klasse en Hermann Böhm reed met de "Delphin II" een nieuw zijspanrecord. Tot 1955 bleef Herz de snelste man op twee wielen, maar op 4 juli 1955 reed de Nieuw-Zeelander Russell Wright in de buurt van Christchurch een nieuw absoluut snelheidsrecord van 298 km/h met een Vincent Black Lightning. Nog dezelfde dag belde Wilhelm Herz met dr. Froede en in september bezochten ze samen met racedirecteur Gustav Germer de Bonneville-zoutvlakte bij Salt Lake City. Herz maakte er een proefrit met een gestroomlijnde NSU Sportmax om het gedrag van de motorfiets op het zout te testen. Op de terugreis maakten ze al plannen voor de nieuwe recordpogingen en begin oktober werd begonnen met de bouw van drie nieuwe motorfietsen: de geheel gesloten Delphin III, de Baumm II en de Baumm IV. De 500cc Delphin III leverde 110 pk. De 250 cc Baumm was juist gebouwd om het belang van een lage luchtweerstand aan te tonen en leverde dan ook slechts 40 pk, maar de CW-waarde bedroeg slechts 0,11 (die van de Delphin III 0,16).
In juli 1956 werd de zoutvlakte voor twee weken afgehuurd. Met de Baumm IV deed Herz een eerste recordpoging, maar bij een snelheid van 320 km/h begon de machine vóór te liften en hij sloeg achterover. Herz overleefde het ongeluk, maar de machine kon niet meer gebruikt worden. Daardoor was een vergelijking tussen het extra vermogen van de Delphin III en de lage luchtweerstand van de Baumm IV niet meer mogelijk. De volgende dag reed Herz met de Delphin III, maar door de enorme trillingen op de oneffen zoutvlakte werd zijn hoofd voortdurend op en neer geschud. Daardoor stootte hij het slot van het instapluik open. Hij besloot de ovale bovenkant open te laten en twee dagen later reed hij een nieuw absoluut wereldrecord van 339 km/h. Een stijging van 41 km/h was nog nooit voorgekomen.
In totaal reed NSU 54 records. Sommige daarvan hielden dertig jaar stand. Johnny Allen verbeterde nog in hetzelfde jaar het record van Herz met een Triumph, maar dit werd door de FIM niet erkend. Pas in 1965 verbeterde William A. (Bill) Johnson het, eveneens met een Triumph. Hij haalde 361 km/h en daardoor werd Wilhelm Herz gemotiveerd de 400 km/h grens aan te vallen. In het voorjaar van 1963 testte hij op de Hockenheimring opnieuw de eerste machine van Fachsenfeld, maar al snel bleek dat die sterk gemodificeerd zou moeten worden om de 400 km/h te halen. Dat vond Wilhelm Herz te riskant en hij besloot een heel nieuwe motorfiets, de "Delphin IV", te bouwen. Hij bouwde een laag "Kneeler" frame, maar nog steeds lag de coureur boven op de motorfiets. Van NSU kreeg hij de compressormotoren. In dezelfde periode bouwde hij ook een recordauto voor records over lange afstanden. Gesteund door de TH Stuttgart, die de windtunnel ter beschikking stelde, en met geld van Continental AG, Bosch en een door NSU ter beschikking gestelde monteur begon de nieuwe poging. Toen men in Bonneville arriveerde lag er een waterlaag op het zout waardoor men weken moest wachten. Na enige tijd konden de lange afstanden op de rondlopende baan gereden worden. Met de auto met 350- en 500cc-motor reed hij 24 klasserecords. Toen de baan opdroogde reed Herz een testrit met de Delphin IV, waarbij hij 250 km/h haalde. Hij besloot de volgende dag een poging richting de 400 km/h te doen, maar in de nacht regende de baan weer helemaal onder en daarna kon men slechts de terugreis naar Duitsland aanvaarden. Op de Hockenheimring brak Wilhelm Herz wel nog de bestaande records over de kwart mijl met staande start. Dankzij de toenmalige minister-president van Rijnland-Palts Helmut Kohl werd in de zomer van 1966 een deel van de Autobahn Kaiserslautern-West tot de aansluiting Waldmohr voor nieuwe records afgesloten. De auto met 350cc-motor haalde 254 km/h op de vliegende mijl. In augustus 1966 haalde Wilhelm Herz zijn laatste record met de motorfiets. Hij reed de snelste tijd over 10 km met staande start van 226 km/h met een "halve" 350cc "Delphin". Op de nog niet geopende Autobahn bij Maxdorf in de buurt van Ludwigshafen reed hij in het najaar van 1971 een rekord met de 350cc auto over 1 km met staande start van 123 km/h.
In de zomer van 1973 deed Wilhelm Herz nog een poging om met de 250cc NSU Rennmax (de "Blauwe Walvis") het bestaande record van een Yamaha te verbeteren, maar daarvoor kwam hij een seconde tekort.
Met de komst van de oliecrisis van 1973 liep de interesse in wereldsnelheidsrecords sterk terug. Daardoor kwam een nieuw prototype van een viermotorige wankel-auto niet verder dan een houten model.

## Hockenheimring
Ernst Christ had in 1932 de Hockenheimring Baden-Württemberg opgericht, maar in 1953 nam hij afscheid als circuitdirecteur en raceleider. De keuze van de raad van bestuur viel unaniem op Wilhelm Herz, die toen al erelid van de BMC (Badischer Motorsport Club) was. Herz had toen net zijn eigen tankstation met NSU-werkplaats geopend en was aanvankelijk niet enthousiast. BMW-penningmeester Karl Dorn, Fritz Büchner én Ernst Christ zelf overtuigden hem echter. Herz ging de uitdaging aan met de woorden: “...awwa nua fä a kozzi Zeit!“ (maar voor een korte tijd). Het werden 38 jaar. Bij de "Maipokal" van 1954 had Wilhelm Herz zijn vuurdoop als raceleider. In de loop van dat jaar werd hij ook bedrijfsleider van de nieuw opgerichte Hockenheimring GmbH. Tijdens zijn recordpogingen in Amerika sprak Herz al met Piet Nortier, de sportcommissaris en afgevaardigde van de FIM en hij overtuigde hem ervan de Hockenheimring een kans te geven een wedstrijd voor het wereldkampioenschap te organiseren.In het najaar van 1956 kwam een delegatie onder leiding van Nortier naar Hockenheim om het circuit te bezichtigen en men gaf toestemming voor de organisatie van de Grand Prix van Duitsland van 1957. Daarvoor moesten wel veiligheidsmaatregelen op beide tribunes bij start/finish, een beter tijdwaarnemingssysteem en nieuw asfalt gerealiseerd worden. Dat laatste was een probleem, want het geld ontbrak, de banken wilden niet bijspringen en de Heidelbergse firma Grimming wilde zonder garanties niet aan het werk beginnen. In maart stelde Wilhelm Herz zich persoonlijk garant. Hij tekende een wissel die twee weken na de wedstrijd ingelost kon worden. De wedstrijd werd bezocht door 100.000 toeschouwers, maar toch werd een verlies van 23.000 DM geleden, dat uit de reserves van de BMC aangevuld werd. Maar de Hockenheimring had in elk geval WK-status gekregen. In 1960 kwamen er plannen  voor de Bundesautobahn 6 die het zuidwestelijke deel van het circuit zou afsnijden. De bedrijfsleiding wist van de deelstaatsregering vijf miljoen DM los te krijgen voor de herbouw van het circuit. Als eerbetoon aan Ernst Christ vroeg Wilhelm Herz hem een modern deel van het circuit te ontwerpen om de aansluiting ten westen van de A6 te maken. Dat werd het indertijd modernste circuitdeel, het Motodrom. Om de kosten te dekken waren meer sponsoren nodig, maar Herz kon dankzij zijn grote naam en persoonlijkheid zaken doen met Continental, Bosch, Mercedes, Opel, Dunlop, Sachs en Pirelli. Burgemeester Dr. Buchter spoorde de middenstand van de stad Hockenheim aan te investeren in het circuit. De nieuwbouw kostte 25 miljoen DM en op 22 mei 1966 werd het Motodrom geopend. Herz wilde daarna al snel ook racewagens naar het circuit halen. Als eerste werden races georganiseerd voor de Formule V, daarna voor de GT-auto's en de populaire Formule 2. De Formule 1 kwam nog sneller als verwacht, en het initiatief kwam van de coureurs zelf. Ze waren in 1970 niet meer tevreden met de gebrekkige veiligheidsvoorzieningen van de Nürburgring en hun vertegenwoordiger Jochen Rindt vroeg aan Wilhelm Herz of de Grand Prix van Duitsland naar de Hockenheimring kon verhuizen. In 1971 organiseerde Wilhelm Herz een "vrije Formule 1-wedstrijd". Hij deed dat zonder goedkeuring van de AvD en moest opnieuw zijn eigen vermogen in de waagschaal stellen. Niki Lauda, die Jochen Rindt als rijdersvertegenwoordiger had opgevolgd, had al uit zijn Formule V-tijd goede contacten met Herz en gaf ook de voorkeur aan Hockenheim, temeer dat het nieuwe Motodrom veel moderner was dan de meeste andere circuits. Na zijn bijna fatale ongeval op de Nürburgring in 1976 was de kogel door de kerk. Ook de AvD kon de verhuizing van de Formule 1 naar de Hockenheimring niet meer tegenhouden. Tot 1992 was Wilhelm Herz voorzitter van de BMC. Hij werd opgevolgd door zijn zoon Dieter.

## Waarderingen en onderscheidingen
In 1948 werd hij erelid van de Badische Motorsport Club. Voor zijn verdiensten voor de auto- en motorsport werd hij in 1952 door Bundespräsident Theodor Heuss met het Zilveren Laurierblad onderscheiden. In 1956 reed hij zijn wereldrecord in Bonneville en werd hij het eerste lid van de "200 Mile Club" voor motorrijders. In dat jaar werd hij ereburger van de stad Lampertheim en in 1969 kreeg hij de "Goldene Verdienstmedaille" van de stad Hockenheim voor zijn inzet voor de Hockenheimring. Er werd ook een straat naar hem genoemd. De " Oberste Nationale Sportkommission für den Automobilsport in Deutschland" verleende hem in 1972 de erenaald in goud. In hetzelfde jaar werd hij erelid van de "Deutscher Motorsport Verband" en kreeg hij van Bundespräsident Gustav Heinemann het Bundesverdienstkreuz. 
Ter gelegenheid van het 50e jubileum van het record van 1956 reed Wilhems zoon Heinz Herz enkele demonstratieritten met een replica van de Delphin III tijdens de "BUB Speed Trials" van 2006 op de zoutvlakte van Bonneville.
Vanaf 18 januari 2012 vond er op initiatief van Heinz Herz in het "Technik-Museum Speyer" een tentoonstelling onder de titel " WILHELM HERZ, der Weltrekordmann. Ein Leben im Motorsport" plaats. Dit was ter gelegenheid van de 100e geboortedag van Wilhelm Herz.

## Weblinks
- Website over Wilhelm Herz
- Video Wilhelm Herz met de Delphin I en de Delphin III
- WILHELM HERZ Der Weltrekordmann. Ein Leben im Motorsport (Tentoonstelling ter gelegenheid van de 100e geboortedag)